# Altay Izmir
Altay Izmir ist ein türkischer Fußballverein, der aktuell in der ersten türkischen Profiliga Süper Lig spielt. Der offizielle Name des Vereins lautet Altay Gençlik ve Spor Kulubü (dt. Altay Jugend- und Sportverein). Der Verein gehört zu den Gründungsmitgliedern der höchsten türkischen Spielklasse Süper Lig, in welcher man insgesamt 41 Spielzeiten gespielt hat. In der Ewigen Tabelle der Süper Lig liegt der Verein auf dem 8. Platz. Mit dieser Platzierung ist der Verein vor den Stadtrivalen Göztepe Izmir, Karşıyaka SK, İzmirspor, Altınordu Izmir und Bucaspor mit deutlichem Unterschied der erfolgreichste Verein der Großstadt Izmir, der in der höchsten türkischen Spielklasse aktiv war.

## Geschichte
Die ersten Fußballbegegnungen in der Türkei wurden ab dem Jahr 1898 zwischen den griechischen, armenischen, englischen und italienischen Minderheiten abgehalten. Erst im Jahre 1905 übertrug sich die Fußballbegeisterung auf die türkischen Jugendlichen İzmirs. Da aber zu jener Zeit jeglicher Zusammenschluss junger türkischer Männer durch den Sultan Abdülhamid II. verboten worden war, gab es in İzmir wie auch in anderen Städten des Osmanischen Reiches keine offiziellen Vereinsgründungen. Erst mit der Abschaffung des Versammlungsverbotes im Jahre 1908 wurde auch in den Schulen Sport und besonders Fußball unterrichtet und Zusammenschlüsse gefördert. Während dieser Jahre waren die Tätigkeiten der jungtürkischen Bewegung in vollem Gange. Daher kam das damalige Mitglied der wichtigsten jungtürkischen Partei Komitee für Einheit und Fortschritt (İttihat ve Terakki Cemiyeti), Celal Bayar, Ende des Jahres 1913 nach İzmir, um die türkischen Sportler für die jungtürkische Idee zu begeistern. Daraufhin finanzierte er die am 16. Januar 1914 vollzogene offizielle Gründung des Altay Sport Vereins.
Nachdem der Verein im Sommer 2011 zum ersten Mal in seiner Vereinsgeschichte in die dritthöchste Spielklasse, in die TFF 2. Lig, absteigen musste, gelang in den folgenden drei Jahren nicht der Wiederaufstieg in die zweithöchste türkische Spielklasse, die TFF 1. Lig. Stattdessen geriet der Verein sowohl in finanzieller als auch sportlicher Hinsicht in eine immer mehr prekäre Situation.
Nachdem der Start in die Drittligasaison 2014/15 durchwachsen bis gut war und Altay immer einen Tabellenplatz im oberen Tabellendrittel belegte, rutschte der Verein gegen Ende der Hinrunde gefährlich nah in Richtung Abstiegsplätze. Mit dem Rückrundenstart nahm dieser Negativtrend weiter zu, so rutschte der Klub am ersten Spieltag der Rückrunde, dem 18. Spieltag, erst in die Abstiegsregion und am 27. Spieltag auf den 18. und letzten Tabellenplatz ab. Am 32. Spieltag, zwei Spieltage vor Saisonende, verpasste der Klub auch die theoretische Möglichkeit des Klassenerhaltes und stieg damit erstmals in seiner Geschichte in die TFF 3. Lig ab.
Die Viertligasaison 2016/17 beendete der Verein mit dem Play-off-Sieg der Gruppe 1 und kehrte damit nach dreijähriger Abstinenz in die TFF 2. Lig zurück.

## Club-Rekorde

### Rekordspieler
| Rang                    | Name               | Einsätze | Zeitraum  |
| ----------------------- | ------------------ | -------- | --------- |
| 01.                     | Mustafa Denizli    | 386      | 1967–1983 |
| 02.                     | Ayfer Elmastaşoğlu | 320      | 1961–1976 |
| 03.                     | Orhan Üstündağ     | 284      | 1989–2000 |
| 04.                     | Zafer Bilgetay     | 283      | 1975–1986 |
| 05.                     | Bilal Yaşar        | 264      | 1975–1988 |
| 06.                     | Tanzer Sencer      | 254      | 1966–1979 |
| 07.                     | Zinnur Sarı        | 247      | 1991–2003 |
| 08.                     | Tahir Karapınar    | 241      | 1959–1966 |
| 09.                     | Varol Ürkmez       | 238      | 1960–1968 |
| 10.                     | Enver Katip        | 233      | 1963–1975 |
| Stand: 29. Februar 2016 |                    |          |           |

| Rang                    | Name                | Tor | Einsätze | Tor/Spiel |
| ----------------------- | ------------------- | --- | -------- | --------- |
| 01.                     | Mustafa Denizli     | 121 | 386      | 0,31      |
| 02.                     | Ayfer Elmastaşoğlu  | 59  | 320      | 0,18      |
| 03.                     | Miodrag Ješić       | 42  | 154      | 0,27      |
| 04.                     | Reha Kapsal         | 39  | 176      | 0,22      |
| 05.                     | Nail Elmastaşoğlu   | 34  | 150      | 0,23      |
| 06.                     | Ramazan Torunoğlu   | 33  | 190      | 0,17      |
| 07.                     | Mustafa Kaplakaslan | 30  | 174      | 0,17      |
| 08.                     | Şeref Onarlıoğlu    | 24  | 125      | 0,19      |
| 09.                     | Erdi Demir          | 140 | 93       | 0,16      |
| 10.                     | Hasan Özer          | 22  | 54       | 0,41      |
| Stand: 29. Februar 2016 |                     |     |          |           |

## Erfolge

### Vor der Erstligagründung
- İzmir-Meisterschaft: 15×

### Nach der Erstligagründung
- Tabellendritter der Süper Lig (3): 1959, 1969/70, 1976/77
- Tabellenvierter der Süper Lig (2): 1961/62, 1962/63
- Meister der TFF 1. Lig (3): 1983/84, 1990/91, 2001/02
- Aufstieg in die Süper Lig (4): 1983/84, 1990/91, 2001/02, 2020/21
- Play-off-Sieger der TFF 3. Lig: 2016/17
- Aufstieg in die TFF 2. Lig: 2016/17
- Türkischer Pokalsieger (2): 1966/67, 1979/80
- TSYD-Pokal (Izmir) (18): 1967/68, 1969/70, 1970/71, 1971/72, 1972/73, 1974/75, 1979/80, 1980/81, 1982/83, 1985/86, 1986/87, 1987/88, 1998/99, 1999/00, 2002/03, 2005/06, 2009/10, 2011/12

Altay spielte insgesamt 41 Jahre in der ersten türkischen Profiliga. In der Ewige Tabelle der Süper Lig belegt Altay den 8. Rang.

## Ligazugehörigkeit
- 1. Liga: 1959–1983, 1984–1990, 1991–2000, 2002–2003, 2021–2022
- 2. Liga: 1983–1984, 1990–1991, 2000–2002, 2003–2011, 2018–2021, seit 2022
- 3. Liga: 2011–2015, seit 2017–2018
- 4. Liga: 2015–2017

## Europapokalbilanz
Altay ist die erste türkische Mannschaft, die die Türkei im Messepokal vertrat.
| Saison  | Wettbewerb                  | Runde    | Gegner             | Gesamt | Hin     | Rück          |
| ------- | --------------------------- | -------- | ------------------ | ------ | ------- | ------------- |
| 1962/63 | Messestädte-Pokal           | 1. Runde | AS Rom             | 00:13  | 2:3 (H) | 01:10 (H)     |
| 1967/68 | Europapokal der Pokalsieger | 1. Runde | Standard Lüttich   | 2:3    | 2:3 (H) | 0:0 (A)       |
| 1968/69 | Europapokal der Pokalsieger | 1. Runde | Lyn Oslo           | 4:5    | 3:1 (H) | 1:4 (A)       |
| 1969/70 | Messestädte-Pokal           | 1. Runde | FC Carl Zeiss Jena | 0:1    | 0:1 (A) | 0:0 (H)       |
| 1977/78 | UEFA-Pokal                  | 1. Runde | FC Carl Zeiss Jena | 5:6    | 1:5 (A) | 4:1 (H)       |
| 1980/81 | Europapokal der Pokalsieger | Vorrunde | Benfica Lissabon   | 0:4    | 0:0 (H) | 0:4 (A)       |
| 1998    | UEFA Intertoto Cup          | 1. Runde | Shamrock Rovers    | 5:4    | 3:1 (H) | 2:3 n. V. (A) |
| 1998    | UEFA Intertoto Cup          | 2. Runde | Diósgyőr FC        | 2:1    | 1:1 (H) | 1:0 (A)       |
| 1998    | UEFA Intertoto Cup          | 3. Runde | SC Bastia          | 3:4    | 0:2 (A) | 3:2 n. V. (H) |

Gesamtbilanz: 18 Spiele, 5 Siege, 4 Unentschieden, 9 Niederlagen, 24:41 Tore (Tordifferenz −17)

## Abteilungen
- Basketball
- Volleyball
- Handball
- Ringen
- Taekwondo
- Tischtennis
- Bridge

## Ehemalige Spieler
- Necati Ateş
- Yusuf Tunaoğlu
- Levent Eriş
- Ionel Dănciulescu
- Mustafa Denizli
- Ilia Gruev
- Alpay Özalan
- Cenk Ahmet Alkılıç
- Adem Büyük
- Ali Eren Beşerler
- Musa Çağıran
- Altay Dağdelen
- Erdi Demir
- Ayfer Elmastaşoğlu
- Ercan Ertemçöz
- İrfan Ertürk
- İsa Ertürk
- Hayrettin Demirbaş
- Hasan Özer
- Kenan Hasagić
- Mehmet Yılmaz
- Yüksel Kepoğlu
- Çağdaş Atan
- Yasin Avcı
- Aytaç Kara
- Mehmet Batdal
- Can Barhan
- Zafer Bilgetay
- Ayhan Elmastaşoğlu
- Enver Katip
- Erhan Albayrak
- Eren Güngör
- Erkan Kural
- Erman Güraçar
- Erol Togay
- Murat Hacıoğlu
- Salim Görür
- Fazlı Ulusoy
- Fatih Tekke
- Faruk Namdar
- Lemi Çelik
- Aykut Yiğit
- Zafer Biryol
- Güvenç Kurtar
- Metin Kurt
- Süleyman Küçük
- Faruk Korkmaz
- Okan Koç
- Toprak Kırtoğlu
- Kemal Kılıç
- Kenan Yelek
- Ümit Kayıhan
- Semih Kaya
- Kaya Köstepen
- Reha Kapsal
- Sinan Kaloğlu
- Bora Öztürk
- Şehmus Özer
- Murat Ocak
- Necmi Perekli
- Nazmi Bilge
- Mete Adanır
- Okay Yokuşlu
- Patrick Onya
- Zafer Öğer
- Tarık Yurttaş
- Yasin Sülün
- Kamuran Soykıray
- Soner Şahin
- Mirsad Sejdić
- Mehmet Sedef
- Ercüment Şahin
- Saffet Akyüz
- Sabahattin Erboğa
- Dževat Prekazi
- Varol Ürkmez
- Sertan Vardar
- Vahap Özaltay
- Ufuk Ceylan
- Turgut Uçar
- Şanver Göymen
- İlker Avcıbay
- İbrahim Öztürk
- Norman Mapeza

## Trainer
- Dumitru Teodorescu (1969–1970)
- Kálmán Mészöly (1986)
- Ümit Turmuş (August 2002 – Februar 2003)
- Hüseyin Kalpar (Februar 2003 – Mai 2003)
- İlyas Tüfekçi (April 2005 – Mai 2005)
- Ercan Ertemçöz (August 2005 – Oktober 2005)
- Levent Eriş (Oktober 2005 – Januar 2006)
- İsmail Kartal (Januar 2006 – Mai 2006)
- Ümit Turmuş (August 2006 – November 2006)
- Ekrem Al (November 2006 – August 2007)
- Tahir Karapınar (Januar 2009 – Februar 2009)
- Fuat Yaman (August 2009 – Februar 2010)
- Zafer Bilgetay (Februar 2010 – Mai 2010)
- Güvenç Kurtar (Mai 2010 – Juni 2010)
- Ercan Ertemçöz (August 2010 – Mai 2011)
- Cüneyt Biçer (August 2011 – April 2011)
- Mehmet Altıparmak (April 2011 – November 2011)
- Ekrem Al (Dezember 2011 – März 2012)
- Toprak Kırtoğlu (März 2012 – Mai 2012)
- Beyhan Çalışkan (Juli 2012 – Dezember 2012)
- Turgut Uçar (Dezember 2012 – Mai 2013)
- Ümit Kayıhan (Juli 2013 – November 2013)
- Feyyaz Uçar (November 2013 – März 2014)
- Nedim Akgül (März 2014 – Mai 2014)
- Mesut Toros (August 2014 – November 2014)
- Serdar Meriç 1 (November 2014)
- Serhat Güller (November 2014 – Februar 2015)
- Yalçın Koşukavak (Februar 2015 – Mai 2015)
- Serdar Sabuncu (Juli 2015 – Oktober 2016)
- Özgür Doğramacı 1 (Oktober 2016)
- Ümit Turmuş (Oktober 2016 – November 2016)
- Cüneyt Biçer (November 2016 – Dezember 2017)
- İsmet Taşdemir (Dezember 2017 – April 2018)
- Özden Töraydın (April 2018 – Mai 2018)
- Alper Avcı (Juni 2018 – Oktober 2018)
- Dilaver Mutlu (Oktober 2018 – Januar 2019)
- Sait Karafırtınalar (Januar 2019 – Dezember 2019)
- Ali Tandoğan (Dezember 2019 – Februar 2020)
- Yalçın Koşukavak (Februar 2020 – September 2020)
- Yücel İldiz (September 2020 – Februar 2021)
- Osman Özköylü (Februar 2021 – April 2021)
- Hüseyin Tavur 1 (April 2021)
- Mustafa Denizli (April 2021 – )

## Trivia
Die beiden Traditionsvereine Altınordu Izmir und Göztepe Izmir sind von ehemaligen Mitgliedern des Vereins gegründet worden.